# Esther Williams
Esther Williams   (Inglewood, 8 d'agost de 1921 - Los Angeles, 6 de juny de 2013), nascuda Esther Jane Williams, va ser una nedadora de competició i actriu estatunidenca.
Es va fer famosa per les seves pel·lícules musicals amb escenes de natació i busseig.

## Biografia

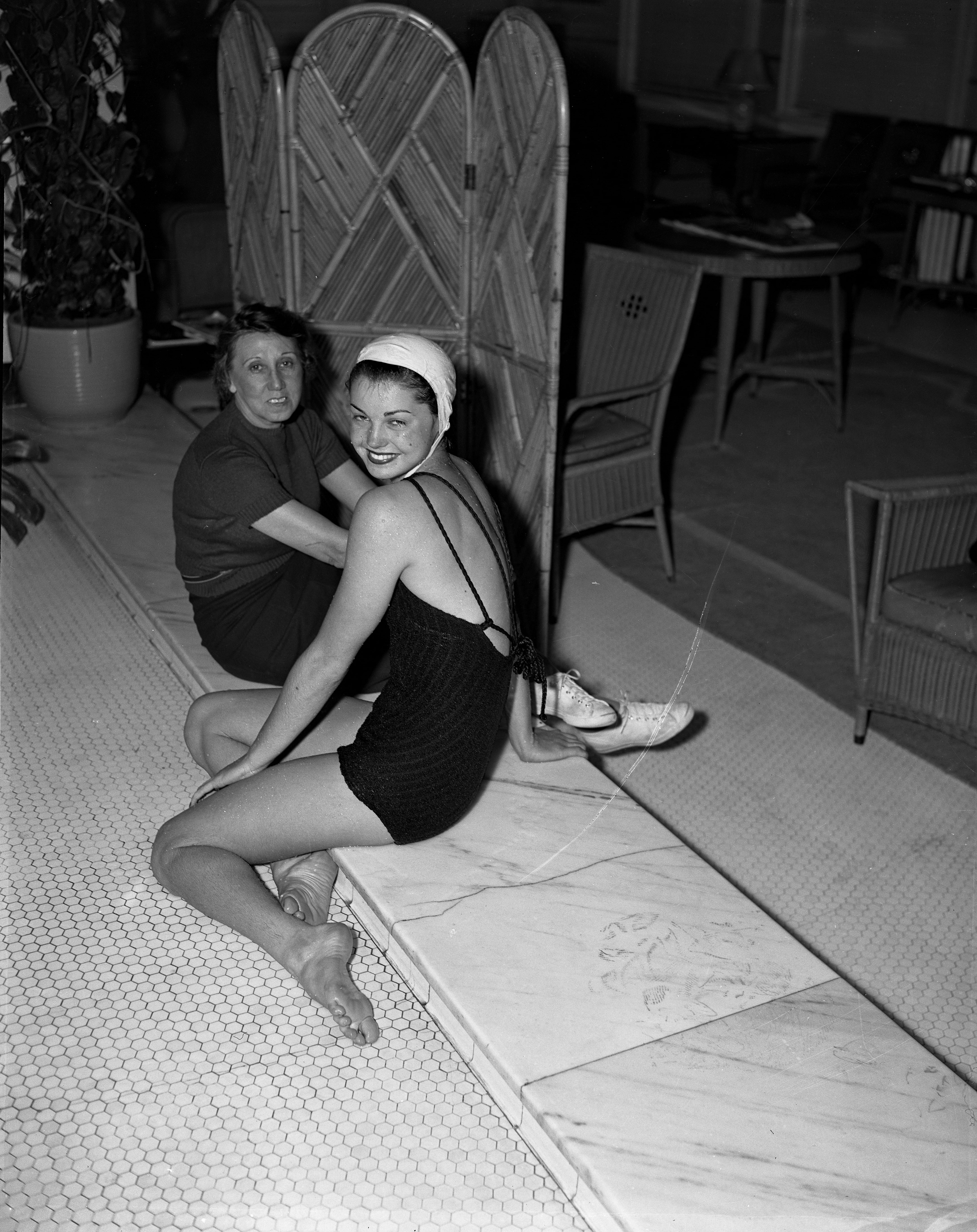
Esther Williams a Los Angeles (Califòrnia) el 1939.

Atreta per la natació des de petita, Esther Williams es va convertir en campiona dels Estats Units en els 100 m estil lliure el 1939. S'estava preparant per competir als Jocs Olímpics d'Estiu de 1940, que finalment es van cancel·lar a causa de la Segona Guerra Mundial,
Va viatjar a Hollywood, contractada per la MGM per a números i musicals de ballet aquàtic. Només es va escapar d'aquest registre, que la va fer famosa, en algunes pel·lícules dramàtiques, com La investigació de l'inspector Graham, on interpreta el paper d'una professora víctima d'un atac.
Moltes de les seves pel·lícules, com Jupiter's Darling, Bathing Beauty o La Primera Sirena, contenen escenes de natació elaboradament orquestrades, que de vegades imposaven grans exigències a l'actriu físicament. A la seva autobiografia, Esther Williams detalla diverses ocasions en què gairebé es va ofegar mentre realitzava acrobàcies impressionants. Poques vegades va demanar un doble d'acrobàcia. Va ser anomenada "la sirena de Hollywood".
Les seves pel·lícules van ajudar a popularitzar la natació sincronitzada. A La primera sirena, també interpreta a Annette Kellermann, una pionera de la natació sincronitzada que també va tenir una carrera cinematogràfica.
El 1961, s'acomiada del cinema amb la pel·lícula The Magic Fountain i es va dedicar a la seva vida familiar amb el seu marit, Edward Bell, a Beverly Hills. Va donar el seu nom a una línia de vestits de bany per a dona.
Té una estrella al Passeig de la Fama de Hollywood.

### Vida privada
La seva vida amorosa va despertar l'interès dels mitjans. Esther Williams es va casat quatre vegades. De 1945 a 1958 es va casar amb el cantant i actor Ben Gage, amb qui va tenir tres fills. A la seva autobiografia, el retrata com un paràsit alcohòlic que va malgastar els seus ingressos. Va tenir una aventura amb Jeff Chandler. El seu tercer marit va ser l'actor Fernando Lamas, pare de l'actor Lorenzo Lamas, amb qui es va casar el 1969 fins a la seva mort el 1982. Finalment es casaria amb Edward Bell.

## Posteritat
A l'episodi 15 de la temporada 4 de la sèrie de televisió "Els Simpson", el personatge de Lisa és "rescatat" nedant nu en un parc d'atraccions sota l'efecte de l'alcohol ingerit accidentalment. Les autoritats la tornen als seus pares i després canta "Sóc Esther Williams!” en una postura que recorda a uns nedadors a punt de bussejar.

## Filmografia

### Ficció
- 1942: Personalities (curt)
- 1942: Inflation (curt)

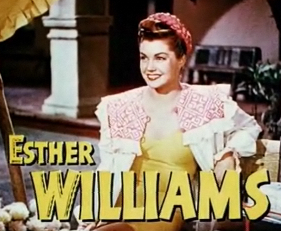
Fiesta (1947).

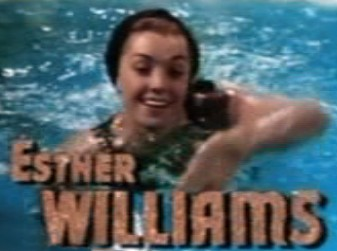
Million Dollar Mermaid (1952).

- 1942: Andy Hardy's Double Life: Sheila Brooks
- 1943: A Guy Named Joe: Ellen Bright
- 1944: Bathing Beauty: Caroline Brooks
- 1945: Thrill of a Romance: Cynthia Glenn
- 1946: Ziegfeld Follies de Vincente Minnelli, segment A Water Ballet: ella mateixa
- 1946: The Hoodlum Saint: Kay Lorrison
- 1946: Easy to Wed: Connie Allenbury Chandler
- 1946: Till The Clouds Roll By: ella mateixa, signant autògrafs (no surt als crèdits)
- 1947: Fiesta: Maria Morales
- 1947: This Time for Keeps: Leonora 'Nora' Cambaretti
- 1948: On an Island with You: Rosalind Rennolds
- 1949: Take Me Out to the Ball Game: K.C. Higgins
- 1949: Neptune's Daughter: Eve Barrett
- 1950: Duchess of Idaho: Christine Riverton Duncan
- 1950: Pagan Love Song: Mimi Bennett
- 1951: Texas Carnival: Debbie Telford
- 1951: Callaway Went Thataway: ella mateixa (no surt als crèdits)
- 1952: Skirts Ahoy!: Whitney Young
- 1952: Million Dollar Mermaid: Annette Kellerman
- 1953: Dangerous When Wet: Katie Higgins
- 1953: Easy to Love: Julie Hallerton
- 1955: Jupiter's Darling: Amytis
- 1956: The Unguarded Moment: Lois Conway
- 1958: Raw Wind in Eden,: Laura
- 1961: The Big Show: Hillary Allen
- 1963: The Magic Fountain: Hyacinth Tower

### Documentals
- 1950: Screen Actors (curt)
- 1955: 1955 Motion Picture Theatre Celebration (curt)
- 1956: Screen Snapshots: Hollywood, City of Stars (curt)
- 1974: That's Entertainement Part I
- 1976: That's entertainement Part II
- 1994: That's Entertainment! III (documental)